# 拉德克·德鲁拉克
拉德克·德鲁拉克（捷克語：Radek Drulák，1962年1月12日—），捷克男子足球运动员，场上位置是前锋。他曾代表捷克国家队参加1996年欧洲足球锦标赛，结果队伍获得亚军。